# UTC−9

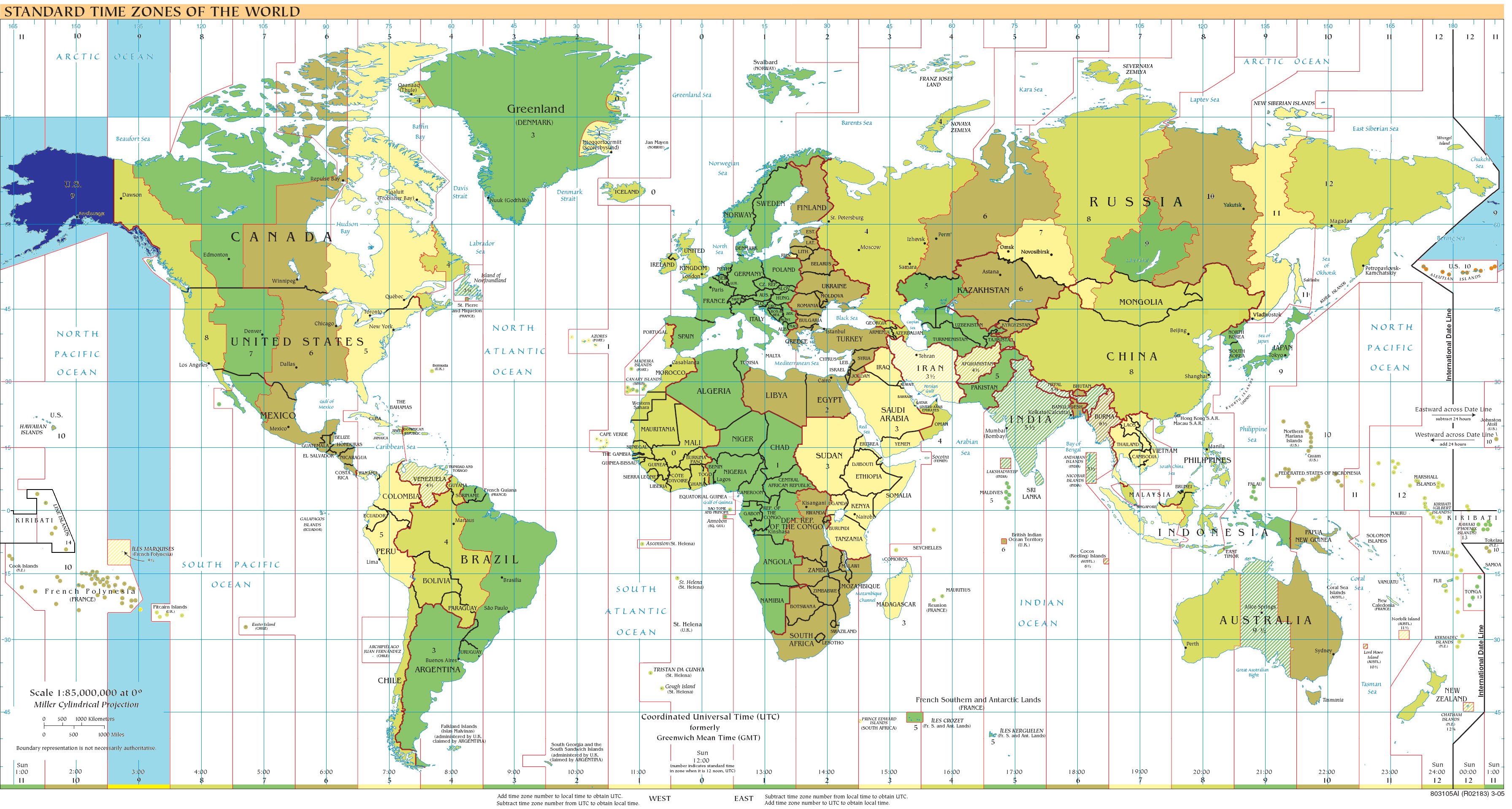
wintertijd
op zee, gehele jaar

UTC−9 is de tijdzone voor:
- Alaska-tijdzone (AKST)
- Gambier-eilandentijd (GAMT)

## Landen en gebieden metzomertijd
- Verenigde Staten: Alaska ten oosten van 169° 30' (Zone 2: Oost-Alaska) (noordelijk halfrond)

## Landen en gebieden zonderzomertijd
- Frankrijk: Frans-Polynesië: Gambiereilanden (zuidelijk halfrond)